# 佐藤七郎
佐藤 七郎（さとう しちろう、1924年 - 2003年）は、日本の生物学者、東京大学名誉教授。細胞生物学専攻。

## 人物
東京大学理学部卒。1961年理学博士。東大理学部植物学助教授、教授、1985年定年退官、名誉教授、奈良教育大学教授、岐阜経済大学教授、98年退職。
ソ連生物学の影響を受け、徳田御稔とともにルイセンコ派として論陣を張ったことがある。

## 著書
- 『牧野富太郎』国土社　少年伝記文庫　1962
- 『細胞』東京大学出版会　1975　UP biology
- 『細胞生物学』岩波書店　1986
- 『細胞進化論』東京大学出版会　1988

## 共編著
- 『花 野生の花』編著　毎日新聞社　1971
- 『現代生物学の構図』編　大月書店　1976
- 『細胞の学習』近畿生物学教育研究会共著　新生出版　1991
- 『新しい細胞・遺伝子像と生命』福田哲也共著　新日本出版社　1995　自然と人間シリーズ

## 翻訳
- エヌ・ア・マクシーモフ『植物の生活 100万人の植物学』共訳　理論社　1954
- ワイス『生物学』1-3 日高敏隆共訳　東京大学出版会　1969-73
- スワンソン『細胞 原書第3版』岩波書店　1972　現代生物学入門

## 参考
- 佐藤七郎教授 略歴・著作目録 岐阜経済大学論集 1998-12
- 追悼 佐藤七郎さんを偲ぶ 鈴木善次 生物学史研究 2003-12